# Cmentarz wojenny nr 248 – Dąbrowa Tarnowska
Cmentarz wojenny nr 248 w Dąbrowie Tarnowskiej – zabytkowy cmentarz z I wojny światowej.
Zaprojektowany przez austriackiego architekta Johanna Watzala jako kwatera wojskowa na cmentarzu parafialnym. Pochowano na nim 44 żołnierzy austro-węgierskich, 9 niemieckich i 236 rosyjskich w 119 grobach pojedynczych i 38 zbiorowych. Cmentarz jest w bardzo dobrym stanie.